# Stynawa Niżna
Stynawa Niżna (ukr. Нижня Стинава) – wieś na Ukrainie, w rejonie stryjskim obwodu lwowskiego. Wieś liczy 1172 mieszkańców.
Znajduje tu się przystanek kolejowy Stynawa Niżna, położony na linii Lwów – Stryj – Batiowo.

## Historia
Wieś Stynawa Niższa położona na przełomie XVI i XVII wieku w powiecie stryjskim ziemi przemyskiej województwa ruskiego, w drugiej połowie XVII wieku należała do starostwa stryjskiego. 
W II Rzeczypospolitej do 1934 samodzielna gmina jednostkowa, następnie należała do zbiorowej wiejskiej gminy Lubieńce. Początkowo w powiecie skolskim, a od 1932 w powiecie stryjskim w woj. stanisławowskiem. Po wojnie wieś weszła w struktury administracyjne Związku Radzieckiego.
Urodził się tu Gustaw Cybulski – polski aktor, reżyser, scenarzysta, poeta, producent filmowy, żołnierz Legionów Polskich